# Crème chantilly

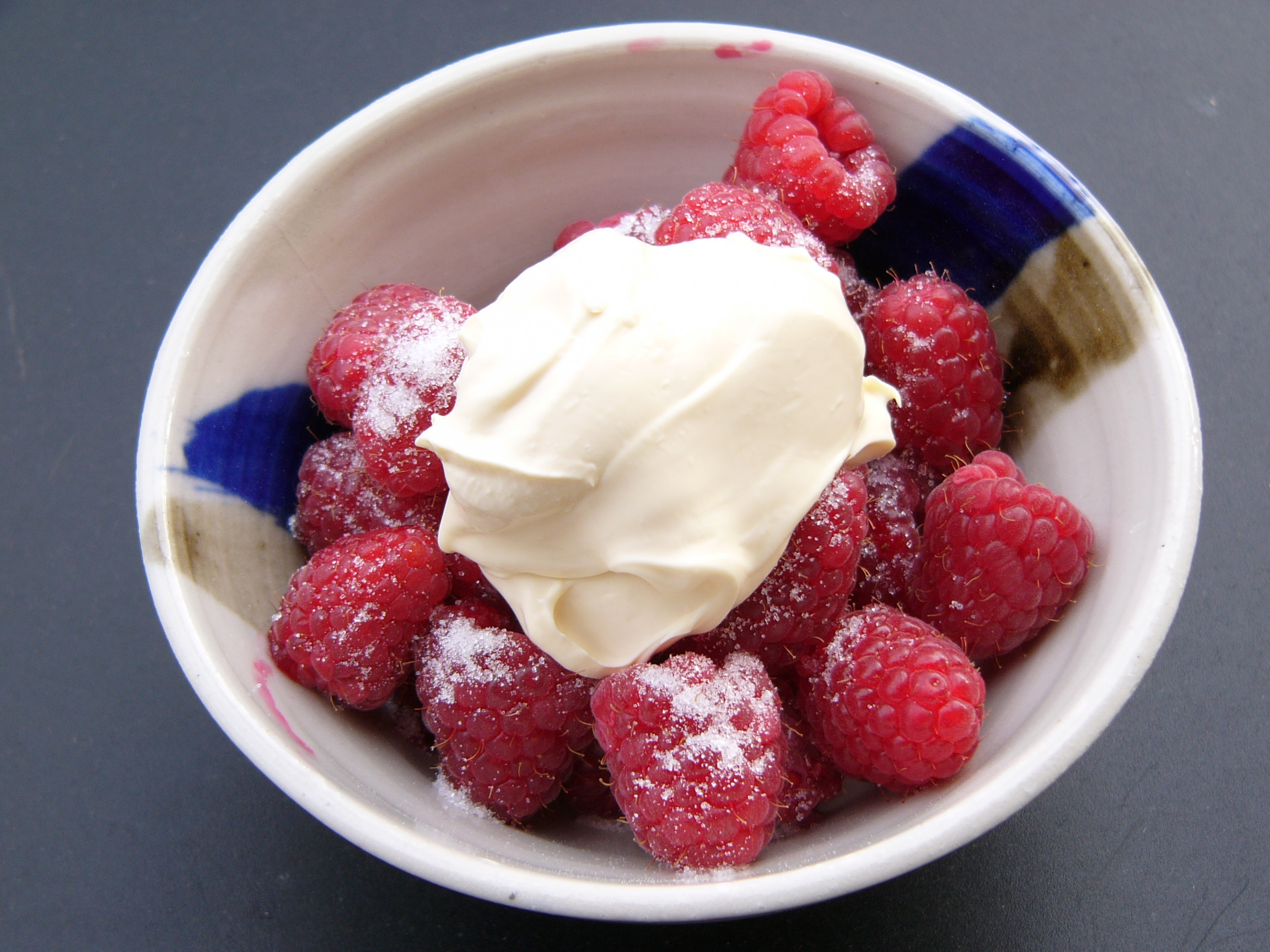
Maliny z crème chantilly i cukrem

Krem „chantilly” (crème chantilly) – bita śmietana z cukrem aromatyzowana wanilią, będąca rodzajem deseru lub dodatku do niego. Oryginalną recepturę wymyślił w XVII wieku François Vatel, piastujący stanowisko głównego kucharza i zarządcy dworu na zamku w Chantilly (stąd nazwa). Premiera kremu nastąpiła 18 czerwca 1784.

## Przygotowanie i zastosowanie
Krem przygotowuje się ze śmietanki (minimum 30% zawartości tłuszczu) ubijając ją z cukrem i wanilią. Po ubiciu zazwyczaj stabilizuje się ją żelatyną albo tzw. fondem (stabilizatorem smakowym), rzadziej agarem. Gotowy krem podaje się w zestawieniu z owocami lub lodami. W handlu detalicznym (przede wszystkim we Francji) dostępna jest namiastka crème chantilly w spreju lub proszku. 
Można go też stosować jako dodatek czy też urozmaicenie innych dań, zwłaszcza ciast, tortów, itp. Dodawany jest też do napojów, np. jako kożuszek do kawy (często w towarzystwie wiórków czekoladowych lub kakao).

## Crème chantilly z czekoladą
Wariantem kremu jest bardzo delikatna odmiana tego deseru z czekoladą (z użyciem masła kakaowego) – mająca formę musu.